# ستيفن فرانكس
ستيفن فرانكس (بالإنجليزية: Stephen Franks)‏ هو محامي وسياسي نيوزلندي، ولد في 1950. انتخب عضو مجلس النواب نيوزيلندا.